# Robert Cairncross
Robert Cairncross, škotski opat in škof, * ?, † 1544.